# Brigitte Rohde
Brigitte Rohde-Köhn (Prenzlau, 8 ottobre 1954) è un'ex velocista tedesca, specializzata nei 400 metri piani.

## Palmarès
| Anno | Manifestazione  | Sede     | Evento  | Risultato | Prestazione | Note                  |
| ---- | --------------- | -------- | ------- | --------- | ----------- | --------------------- |
| 1974 | Europei         | Roma     | 4×400 m | Oro       | 3'25"21     | Record dei campionati |
| 1976 | Giochi olimpici | Montréal | 4×400 m | Oro       | 3'19"23     | Record mondiale       |

## Altre competizioni internazionali
1970
- Coppa Europa di atletica leggera ( Budapest)

1975
- Coppa Europa di atletica leggera ( Nizza)

1979
- Coppa Europa di atletica leggera ( Torino)